# Paolo Bonaiuti
Paolo Bonaiuti (Firenze, 7 luglio 1940 – Roma, 16 ottobre 2019) è stato un politico e giornalista italiano, portavoce di Silvio Berlusconi nonché sottosegretario alla Presidenza del Consiglio dei ministri nei governi Berlusconi II, Berlusconi III e Berlusconi IV. Ha aderito all'esperienza di Forza Italia, del Popolo della Libertà e della rinata Forza Italia, per poi confluire, una volta entrato in contrasto con Berlusconi, nel Nuovo Centrodestra e in Alternativa Popolare.

## Biografia

### Inizi e carriera giornalistica
Laureato in giurisprudenza, ha insegnato inglese e lavorato come copywriter nel campo della pubblicità. Capo del servizio economico de Il Giorno di Milano, dal 1975 è inviato speciale, prima per l'economia e la finanza, poi per gli avvenimenti di politica internazionale. Nel 1984 entra a Il Messaggero di Roma come inviato e come editorialista, seguendo soprattutto i vertici del G7, gli eventi bellici, firmando inchieste sull'Europa che cambia, dalla caduta del Muro di Berlino al Trattato di Maastricht. Nel 1992 diventa vicedirettore vicario.
Ha collaborato anche con la BBC, con la Radio della Svizzera Italiana e con altri media stranieri. Molto critico nei confronti di Silvio Berlusconi all'epoca della sua entrata in politica, da vicedirettore de Il Messaggero il 7 gennaio 1994 scrisse un editoriale al vetriolo, intitolato Va in onda la liberaldemocrazia, sulla richiesta in diretta televisiva del direttore del TG4 Emilio Fede di rimuovere Indro Montanelli dalla direzione de il Giornale.

### Carriera politica

#### Deputato
In precedenza vicino al PSI, nel 1996 intraprende la carriera politica aderendo a Forza Italia e venendo eletto deputato nelle sue liste, nonostante le dure critiche riservate a Berlusconi negli anni precedenti. Rieletto, sempre con FI, alle elezioni politiche del 2001, diventa sottosegretario di Stato alla Presidenza del Consiglio dei ministri, incarico che conserva fino alla primavera del 2006. Rieletto anche nella XV e nella XVI legislatura, viene nuovamente nominato sottosegretario di Stato alla Presidenza del Consiglio dei ministri con delega all'editoria il 22 maggio 2008, incarico che mantiene fino al 16 novembre 2011, quando cade il IV Governo Berlusconi.

#### Senatore
Dopo quattro legislature consecutive alla Camera dei deputati, alle elezioni politiche del 2013 viene eletto senatore con Il Popolo della Libertà nella circoscrizione Lombardia. Il 16 novembre 2013, con la sospensione delle attività del Popolo della Libertà, aderisce a Forza Italia, per poi passare il 21 aprile 2014 al Nuovo Centrodestra di Angelino Alfano. Il 18 marzo 2017, con lo scioglimento del Nuovo Centrodestra, confluisce in Alternativa Popolare.

### Morte
Il 16 ottobre 2019 Paolo Bonaiuti è deceduto in una clinica romana a 79 anni di età, dopo una lunga malattia. I funerali si sono tenuti due giorni dopo alla chiesa di Sant'Ivo alla Sapienza, alla presenza di numerosi esponenti politici.

## Incarichi parlamentari

### XIII Legislatura
- Membro della VII Commissione permanente (Cultura) (dal 28 luglio 1998)

### XIV Legislatura
- Membro della III Commissione (Affari esteri e comunitari) (dal 20 giugno 2001 al 3 giugno 2002)
- Membro della VII Commissione (Cultura, scienza e istruzione) (dal 3 giugno 2002 al 27 aprile 2006)

### XV Legislatura
- Vicepresidente della Commissione Parlamentare per l'indirizzo generale e la vigilanza dei servizi radiotelevisivi
- Membro della VII Commissione (Cultura, scienza e istruzione)

### XVI Legislatura
- Membro della IX Commissione (Trasporti, poste e telecomunicazioni), sostituito da Vincenzo Garofalo

### XVII Legislatura
- Membro della VII Commissione permanente (Istruzione pubblica, beni culturali) e della Commissione parlamentare per l'indirizzo generale e la vigilanza dei servizi radiotelevisivi

## Vita privata
Era sposato con Daniela Melchiorri, docente di farmacologia all'Università degli Studi di Roma "La Sapienza".